# Provinz Errachidia

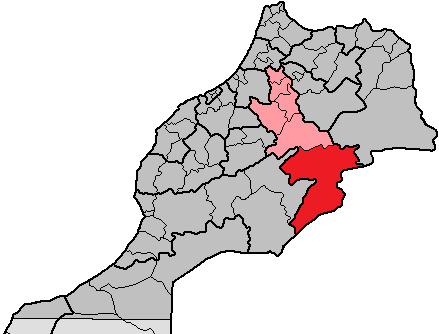
Provinz Errachidia in der ehemaligen Region Meknès-Tafilalet

Die etwa 30.000 km² große Provinz Errachidia (arabisch إقليم الرشيدية, DMG Iqlīm ar-Rašīdīya, Zentralatlas-Tamazight ⵜⴰⵙⴳⴰ ⵏ ⵉⵎⵜⵖⵔⵏ Tasga n Imtɣrn) hat etwa 450.000 Einwohner und gehört zur marokkanischen Region Drâa-Tafilalet. Hauptstadt der Provinz ist die Stadt Errachidia.

## Geographie

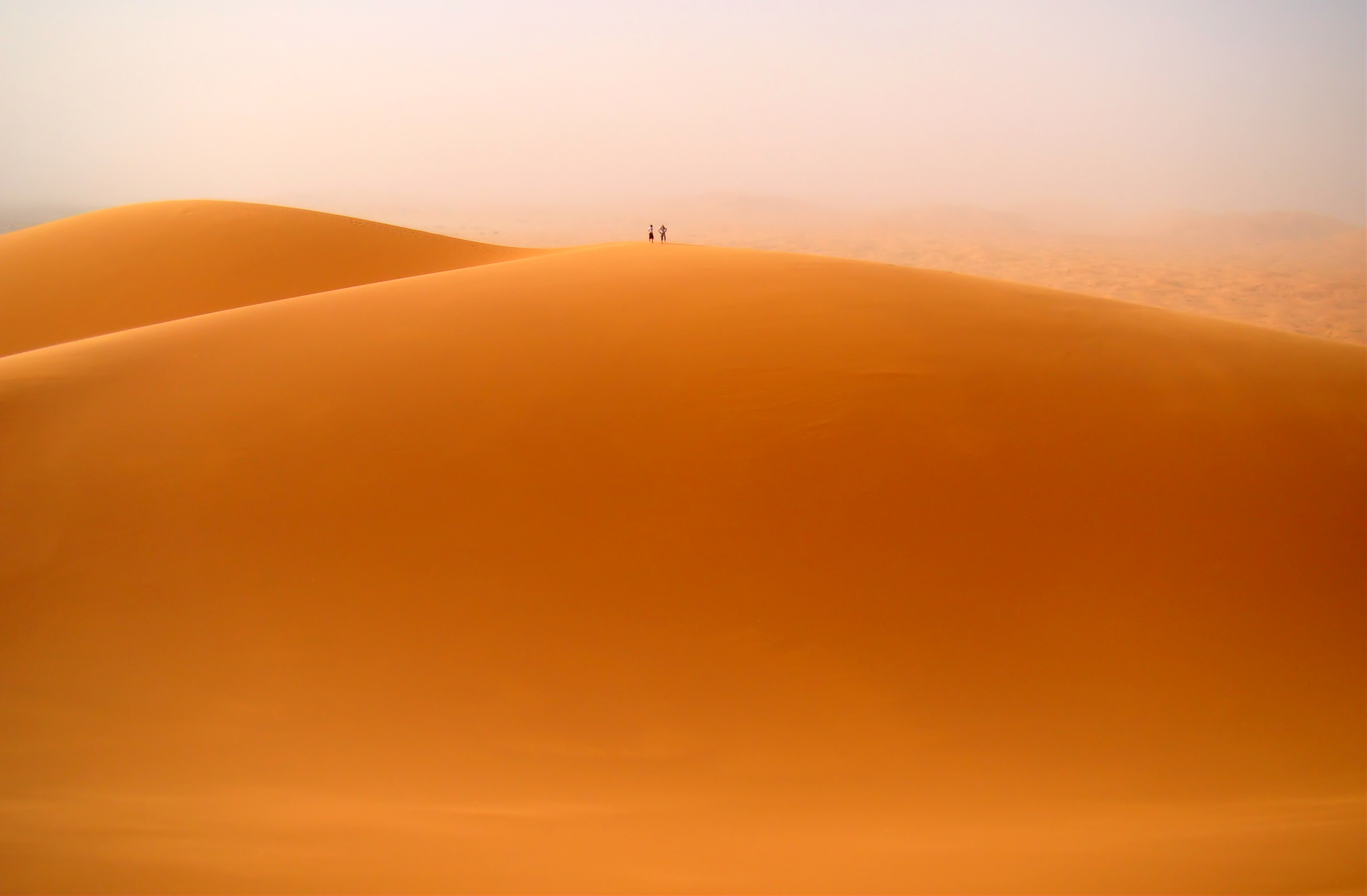
Dünen des Erg Chebbi bei Merzouga

### Lage
Die Provinz Errachida grenzt im Süden und Südosten an Algerien, im Südwesten an die marokkanische Provinz Zagora, im Nordwesten an die Provinz Tinghir, im Norden an die Provinz Midelt und im Nordosten an die Provinz Figuig.

### Landschaft
Die nur dünn besiedelte Provinz Errachidia ist relativ eben und wüstenartig; nur das Tal des Oued Ziz bildet einen deutlichen Landschaftseinschnitt. Große Teile der Provinz liegen in Höhen von 800 bis 1000 m; einige Berge im Nordwesten erreichen sogar Höhen von über 2000 m. Die Sanddünen des Erg Chebbi erreichen Höhen von über 100 m.

### Klima
Wie in allen Wüstenregionen Marokkos gibt es deutliche Unterschiede zwischen den Tages- und Nachttemperaturen: Während tagsüber im Sommer 40 °C und mehr erreicht werden, kühlt es sich – je nach Bewölkung – nachts auf 5 bis 15 °C ab. Im Winter steigen die Tagestemperaturen immer noch auf 20 bis 30 °C an. In den Bergregionen können im Winter nachts auch Werte von knapp unter 0 °C erreicht werden, die sommerlichen Tageshöchsttemperaturen betragen auch hier um die 20 °C.

## Geschichte, Bevölkerung und Sprache
Die Provinz wurde kurz nach der Unabhängigkeit Marokkos im Jahr 1956 unter dem alten Namen ihrer Hauptstadt Ksar es Souk geschaffen und wie diese im Jahr 1976 in 'Errachidia' umbenannt. Durch die Abtrennung der neu geschaffenen Provinzen Tinghir und Midelt verlor die Provinz Errachidia im Jahr 2009 einen nicht unerheblichen Teil ihrer Fläche und ihrer Bevölkerung. Im Jahre 2004 – also vor der Abtrennung dünn besiedelter Gebiete an die Provinz Tinghir – hatte die Provinz Errachidia etwa 556.000 Einwohner. Während die meisten Ortsnamen berberischen Ursprungs sind, führt die ursprünglich hier ansässige Dynastie der noch heute regierenden Alaouiten ihre Herkunft auf arabische Wurzeln zurück. Beide Sprachen – Tashelhit und Marokkanisch-Arabisch – werden heute weitgehend parallel gesprochen.

## Wirtschaft

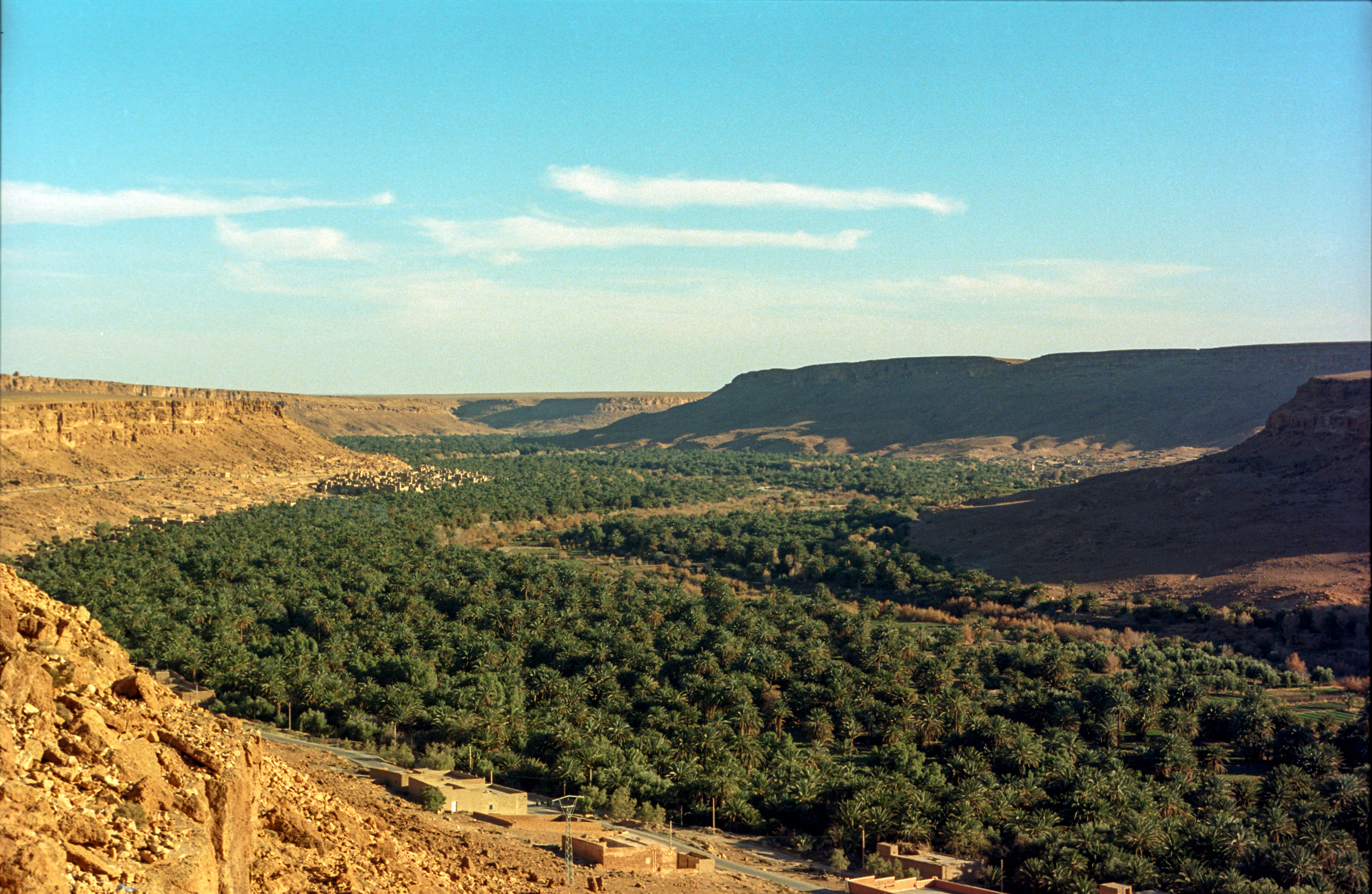
Palmenoasen im Tal des Oued Ziz

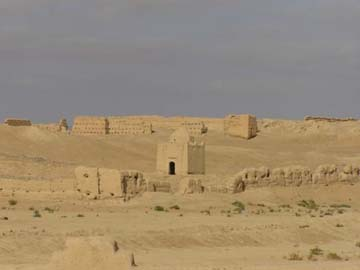
Ruinen von Sidschilmasa

### Palmenoasen
Charakteristisch für die Region sind die Palmenoasen im Tal des Oued Ziz und im Gebiet des Tafilalet. Während das Ziz-Tal noch intensiv bewirtschaftet wird, ist dies im Tafilalet nur noch selten der Fall, denn bedingt durch die zunehmende Trockenheit aufgrund ausbleibender Regenfälle versalzen die Böden und viele Palmen sterben ab.

### Handel und Transport
In früheren Jahrhunderten war die nahezu vollständig im Wüstensand des Tafilalet versunkene Karawanenstadt Sidschilmasa (bei Rissani) eine der bedeutendsten Städte ganz Marokkos. Bis ins 18. Jahrhundert hinein wurden schwarzafrikanisches Gold und nicht selten auch Sklaven in den Norden verhandelt oder gegen den entsprechenden Gegenwert von Lebensmitteln (Datteln, Nüsse, Mandeln etc.) oder anderen Handelswaren (Teppiche, Decken, Stoffe aber auch Waffen etc.) eingetauscht. Für den Transport standen Mengen von Kamelen zur Verfügung, von denen nur noch wenige übrig sind.

### Tourismus
Seit den 1970er Jahren spielt der Tourismus eine immer größer werdende Rolle im Wirtschaftsleben der Provinz. Kulturell interessant sind die verschiedenen Ksur in der Umgebung von Rissani. Die Stadt Erfoud (Hotels) und die Sanddünen des Erg Chebbi bei Merzouga sind ebenfalls zu nennen – beide Orte sind jedoch durch den Massentourismus gefährdet, was vor allem bei den Hotels und den Sanddünen von Merzouga entsprechende Auswirkungen (z. B. Quads, Bauernfängerei) nach sich zieht. Bis zum Jahr 2007 zog darüber hinaus die motorisierte Karawane der Rallye Dakar durch das Tafilalet und gab Einheimischen wie Touristen ein schlechtes Beispiel vom Umgang mit der Natur. Das Tal des Oued Ziz ist dagegen bislang touristisch kaum erschlossen. Hier finden sich noch einige Lehmburgen (Tighremts) der Berber, von denen die meisten allerdings bereits vor Jahren aufgegeben wurden und kurz vor ihrem endgültigen Zerfall stehen.